# L'amore breve
L'amore breve, noto anche con il titolo Lo stato d'assedio è un film del 1969 diretto da Romano Scavolini.

## Trama
Il professor Crusich, un distinto signore piuttosto attempato, torna a Trieste per affari. L'autista che lo va a prendere gli parla dello stato di decadenza in cui versa la città; Crusich legge poi sul giornale che Lorenzo Waldner, figlio del console della Repubblica Dominicana William Waldner, ha vinto una competizione juniores di scherma.
Lorenzo, tornato da poco a casa dal collegio, soffre del complesso di Edipo. Pedinando suo padre, scopre che la carica di console gli è stata revocata. Lorenzo poi si offre di accompagnare a casa Roberta, un'amica di mezza età della madre, vedova ancor piacente, e per far colpo su di lei compie delle pericolose manovre sulle strade di Trieste; si fermano in un'osteria alla buona dove bevono due bicchieri di grappa. Roberta racconta a Lorenzo le sue esperienze di vita e le sue aspirazioni. A casa della donna, i due hanno un rapporto sessuale.
Anita, la madre di Lorenzo, confida a Roberta che ultimamente Lorenzo gli sembra strano e le pare che ce l'abbia col padre. Lorenzo incontra per strada Roberta e la segue ad un'asta di oggetti d'arte  ma, vedendo che sono presenti anche i suoi genitori, se ne va. Si rivede con Roberta ai giardini di Miramare; la donna si domanda quale atteggiamento debba tenere col giovane, per il quale inizia a provare una certa infatuazione.
Roberta rivede poi l'ingegner Giorgio Vallauri, suo antico innamorato, già incontrato casualmente qualche giorno. Vallauri è direttore di un cantiere navale, cerca di procacciarsi delle commesse per tener occupati i suoi operai, e le confida che dopo tanti anni il suo amore per lei è stato ormai soppiantato da una passione di tipo sociale.
Durante una visita a scavi archeologici con i Waldner e Roberta Crusich si mette a dare dei consigli di vita a Lorenzo, che non apre bocca. Roberta ha poi un battibecco col suo fidanzato  milanese, venuto a trovarla a Trieste. Lorenzo, che vede l'auto di lui, fa dietrofront. Roberta se n'accorge ed il suo atteggiamento verso l'uomo diventa molto più aggressivo, finché non lo congeda.
Roberta fa poi un viaggio con Lorenzo ad Abbazia in Jugoslavia, dove si fermano al lussuoso Hotel Palace. Sebbene siano solo le 6 del mattino, pretendono che sia loro servito il pranzo, al quale invitano anche il camionista che ha dato loro un passaggio. Roberta distrugge poi uno specchio su cui un artista jugoslavo ha dipinto una celebrazione del socialismo, e Lorenzo si prende la colpa, per proteggerla; in cambio, dopo essere salito in camera, si fa fare uno spogliarello, vissuto da Roberta con disagio, che la mattina dopo se ne va via da sola.
Pochi giorni dopo, i sindacati confederali proclamano lo sciopero generale dei cantieri navali. Waldner va a trovare in ufficio Vallauri, che gli confida la sua impotenza e la sua amarezza per non essere riuscito a evitare i licenziamenti. Waldner gli risponde che non c'è modo di impedirlo, date le circostanze.
Lorenzo, intanto, va dal suo amico Umberto Calligarich, militante di sinistra, che ha preparato una dichiarazione di solidarietà con gli operai. Umberto lo ammonisce che la sua famiglia borghese appartiene ad "una società assediata, fallita", e che per lui l'unico modo per "rompere lo stato d'assedio" sarebbe un atto rivoluzionario. Anche Umberto però appartiene alla borghesia medio-alta, e non intende precorrere i tempi "in attesa della rivoluzione". Lorenzo, scocciato, corre con l'auto verso la casa di Roberta e finisce coll'investire un motociclista che rimane riverso a terra; preso dal panico, fugge senza prestare soccorso. Viene poi accompagnato da Crusich in commissariato e deve ammettere che non stava affatto tornando a casa, come inizialmente dichiarato. Crusich, malgrado i suoi precedenti (forse legati ad un'omosessualità appena allusa) riesce comunque a far sì che Lorenzo non sia trattenuto e ospita il ragazzo a casa sua finché non si fa un orario al quale possa tornare a casa. La madre di Lorenzo non è entusiasta del fatto che il figlio frequenti Crusich, ma il figlio l'affronta rivendicando il diritto di fare le proprie scelte.
Alla festa di addio al consolato di William Waldner, Vallauri chiede a Roberta di mettersi insieme a lui, ma la donna rifiuta; l'ingegnere si ubriaca e si fa compatire dagli invitati. Nel frattempo Roberta, appartatasi in una camera con Lorenzo, gli confida il dolore provato nel veder morire il suo primo marito e che nel suo futuro vede solo la solitudine.
La mattina dopo, Vallauri si reca in un bacino di carenaggio e si uccide, come risulta dalle parole di Crusich a Lorenzo.
Nell'ultima sequenza, Lorenzo corre e fa capriole in mezzo alla neve.

## Produzione
Per volontà del produttore intere sequenze furono tagliate, per ridurre la portata sociale del film e renderlo più simile, come trama, a Grazie zia di Salvatore Samperi; inoltre, i dialoghi subirono delle pesanti manomissioni.

## Riprese
Il film è stato girato a Trieste e in Venezia Giulia, negli stesso luoghi in cui è ambientata la vicenda. 

## Distribuzione
Il film fu presentato come L'amore breve nella sezione informativa della Mostra internazionale d'arte cinematografica di Venezia nel 1969 e fu poi distribuito con il titolo Lo stato d'assedio.
Dal 2015 è disponibile in DVD  per la Rarovideo, in un cofanetto con gli altri lungometraggi La prova generale e A mosca cieca.